# Ashikaga (Tochigi)
Ashikaga (足利市 'Ashikaga-shi') é uma cidade japonesa localizada na província de Tochigi. Localizada a 80 km ao norte de Tokyo.
Em 2003 a cidade tinha uma população estimada em 161.259 habitantes e uma densidade populacional de 906,87 h/km². Tem uma área total de 177,82 km².
Recebeu o estatuto de cidade a 1 de Janeiro de 1921.
Desde tempos passados, Ashikaga é conhecida como cidade têxtil. Nos últimos anos, centralizadas nas indústrias de maquinarias metálicas, alumínios ou plásticos. Se está convertendo um uma cidade industrial e comercial.

## Cidades-irmãs
- Kamakura, Japão
- Springfield, Estados Unidos
- Jining, China